# Giacomo Mari
Giacomo Mari (Vescovato, 17 ottobre 1924 – Cremona, 16 ottobre 1991) è stato un calciatore italiano, di ruolo centrocampista.

## Carriera

### Giocatore

#### Club
Mediano cresciuto calcisticamente nella Cremonese, giocò con i grigiorossi in Serie B fino alla stagione 1945-1946. Nell'annata 1946-1947 passò nelle file dell'Atalanta dove esordì in Serie A il 22 settembre 1946. Con gli orobici disputò tre ottime stagioni facendosi notare soprattutto dai dirigenti della Juventus che, volendo rinverdire la linea mediana bianconera, lo acquistarono nel 1949 insieme a un altro centrocampista proveniente dal Palermo, Alberto Piccinini.
Nella Juventus di Carlo Parola e Giampiero Boniperti collezionò 135 presenze (133 in campionato e 2 nella Coppa Latina 1952) e 9 reti in quattro stagioni, vincendo due scudetti, nel 1950 — a quindici anni dalla precedente affermazione bianconera — e nel 1952. Lasciati i bianconeri, nell'annata 1953-1954 approdò a Genova nelle file della Sampdoria, dove rimase fino al campionato 1955-1956, per poi passare nel Padova di Nereo Rocco e concludere la carriera in Serie C ritornando a Cremona.
In carriera collezionò complessivamente 426 presenze e 24 reti in Serie A — fatto che lo pone tra i 30 calciatori più presenti in massima serie —, e 23 presenze in Serie B.

#### Nazionale

Mari (in piedi, terzo da sinistra) in maglia azzurra nel 1952

Con le ottime prestazioni di Bergamo ottenne la convocazione da parte del commissario tecnico Vittorio Pozzo per il torneo olimpico di Londra 1948, esordendo con la maglia dell'Italia il 2 agosto di quell'anno.
Nel 1950 venne convocato dal seelzionatore Ferruccio Novo insieme al resto della linea mediana juventina, ovvero Parola e Piccinini, per partecipare al campionato del mondo 1950 in Brasile. In azzurro prese parte anche al successivo campionato del mondo 1954 in Svizzera.

## Statistiche

### Presenze e reti nei club
| Stagione         | Squadra          | Campionato       | Campionato | Campionato |
| Stagione         | Squadra          | Comp             | Pres       | Reti       |
| ---------------- | ---------------- | ---------------- | ---------- | ---------- |
| 1940-41          | Cremonese        | C                | 5          | 0          |
| 1941-42          | Cremonese        | C                | 0          | 0          |
| 1942-43          | Cremonese        | B                | 21         | 0          |
| 1944             | Cremonese        | A-I              | 3          | 0          |
| 1945-46          | Cremonese        | B                | 30         | 0          |
| 1946-47          | Atalanta         | A                | 35         | 0          |
| 1947-48          | Atalanta         | A                | 40         | 4          |
| 1948-49          | Atalanta         | A                | 38         | 4          |
| Totale Atalanta  | Totale Atalanta  | Totale Atalanta  | 113        | 8          |
| 1949-50          | Juventus         | A                | 38         | 4          |
| 1950-51          | Juventus         | A                | 34         | 2          |
| 1951-52          | Juventus         | A                | 31         | 2          |
| 1952-53          | Juventus         | A                | 30         | 1          |
| Totale Juventus  | Totale Juventus  | Totale Juventus  | 133        | 9          |
| 1953-54          | Sampdoria        | A                | 34         | 1          |
| 1954-55          | Sampdoria        | A                | 32         | 2          |
| 1955-56          | Sampdoria        | A                | 4          | 1          |
| Totale Sampdoria | Totale Sampdoria | Totale Sampdoria | 70         | 4          |
| 1956-57          | Padova           | A                | 31         | 1          |
| 1957-58          | Padova           | A                | 29         | 1          |
| 1958-59          | Padova           | A                | 26         | 1          |
| 1959-60          | Padova           | A                | 24         | 0          |
| Totale Padova    | Totale Padova    | Totale Padova    | 110        | 3          |
| 1960-61          | Cremonese        | C                | 28         | 1          |
| Totale Cremonese | Totale Cremonese | Totale Cremonese | 87         | 1          |
| Totale carriera  | Totale carriera  | Totale carriera  | 513        | 25         |

### Cronologia presenze e reti in nazionale
| Cronologia completa delle presenze e delle reti in nazionale ― Italia | Cronologia completa delle presenze e delle reti in nazionale ― Italia | Cronologia completa delle presenze e delle reti in nazionale ― Italia | Cronologia completa delle presenze e delle reti in nazionale ― Italia | Cronologia completa delle presenze e delle reti in nazionale ― Italia | Cronologia completa delle presenze e delle reti in nazionale ― Italia | Cronologia completa delle presenze e delle reti in nazionale ― Italia | Cronologia completa delle presenze e delle reti in nazionale ― Italia |
| Data                                                                  | Città                                                                 | In casa                                                               | Risultato                                                             | Ospiti                                                                | Competizione                                                          | Reti                                                                  | Note                                                                  |
| --------------------------------------------------------------------- | --------------------------------------------------------------------- | --------------------------------------------------------------------- | --------------------------------------------------------------------- | --------------------------------------------------------------------- | --------------------------------------------------------------------- | --------------------------------------------------------------------- | --------------------------------------------------------------------- |
| 2-8-1948                                                              | Brentford                                                             | Stati Uniti                                                           | 0 – 9                                                                 | Italia                                                                | Olimpiadi 1948 - Ottavi di finale                                     | -                                                                     |                                                                       |
| 5-8-1948                                                              | Londra                                                                | Danimarca                                                             | 5 – 3                                                                 | Italia                                                                | Olimpiadi 1948 - Quarti di finale                                     | -                                                                     |                                                                       |
| 2-4-1950                                                              | Vienna                                                                | Austria                                                               | 1 – 0                                                                 | Italia                                                                | Coppa Internazionale                                                  | -                                                                     |                                                                       |
| 2-7-1950                                                              | San Paolo                                                             | Paraguay                                                              | 0 – 2                                                                 | Italia                                                                | Mondiali 1950 - 1º turno                                              | -                                                                     |                                                                       |
| 18-5-1952                                                             | Firenze                                                               | Italia                                                                | 1 – 1                                                                 | Inghilterra                                                           | Amichevole                                                            | -                                                                     |                                                                       |
| 26-10-1952                                                            | Stoccolma                                                             | Svezia                                                                | 1 – 1                                                                 | Italia                                                                | Amichevole                                                            | -                                                                     |                                                                       |
| 28-12-1952                                                            | Palermo                                                               | Italia                                                                | 2 – 0                                                                 | Svizzera                                                              | Coppa Internazionale                                                  | -                                                                     |                                                                       |
| 23-6-1954                                                             | Basilea                                                               | Svizzera                                                              | 4 – 1                                                                 | Italia                                                                | Mondiali 1954 - 1º turno                                              | -                                                                     |                                                                       |
| Totale                                                                |                                                                       | Presenze                                                              | 8                                                                     |                                                                       | Reti                                                                  | 0                                                                     |                                                                       |

## Palmarès

### Giocatore

#### Club
- Campionato italiano: 2

Juventus: 1949-1950, 1951-1952